# Années 850 av. J.-C.
Les années 850 av. J.-C. couvrent les années de 859 av. J.-C. à 850 av. J.-C.

## Événements

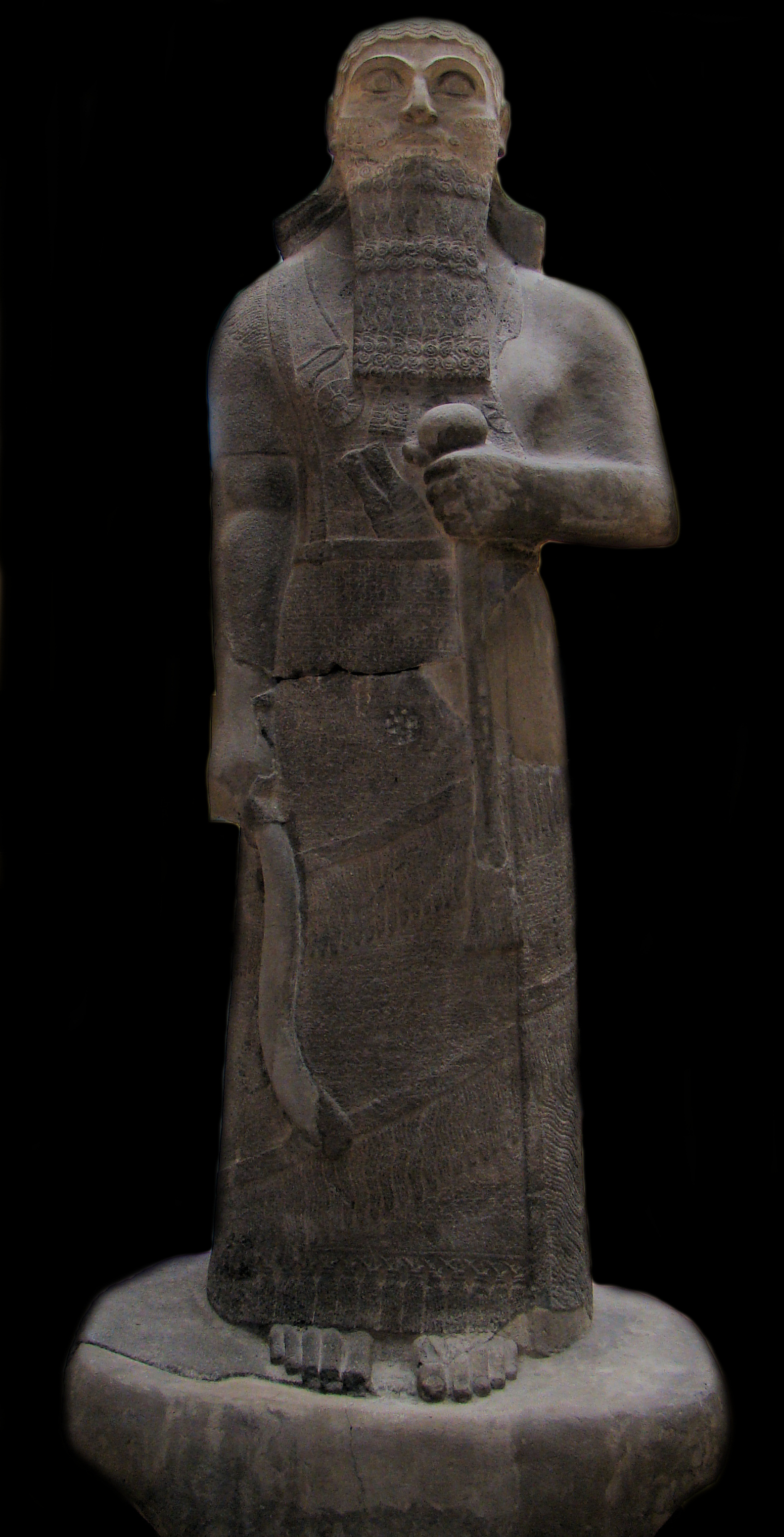
Statue du roi Salmanazar III à Nimrud.

- 858-824 av. J.-C. : règne de Salmanazar III, roi d’Assyrie[1]. À la mort d’Assurnazirpal II, l’Assyrie a récupéré tous les territoires entre Tigre et Euphrate qui avaient formé la base du royaume de Haute-Mésopotamie à l’époque de Shamshi-Adad Ier. Salmanazar III élargit l’empire assyrien de Karkemish vers le Taurus et vers le sud jusqu’à Damas où il entre en conflit avec les royaumes araméens de Syrie et leurs alliés de Palestine. À la fin de son règne, il ravage la Parsua (Perse) au nord de l’Assyrie.
- 855 av. J.-C. : Salmanazar III prend Til Barsip, capitale du Bît Adini, en Haute-Syrie, à l’issue de trois campagnes. La ville est peuplée d’Assyriens et rebaptisée Kâr-Salmanasar. La frontière de l’Euphrate est consolidée par la construction des forteresses de Nampii (aujourd’hui Membij), Pitru et Mutkînu[1].
- 854-819 av. J.-C. : règne de Marduk-zakir-shumi Ier, roi de Babylone[1].
- 854 av. J.-C. : Salmanazar III d’Assyrie doit lutter contre une coalition des rois du Sam'al, du Pattina et de Karkemish pour atteindre la Cilicie[1].
- 853 av. J.-C. :
  - première bataille de Qarqar, relatée sur le monolithe de Kurkh[2]. Adad-Idri (Ben-Hadad II) de Damas, Irhuleni de Hama, Achab d’Israël, soutenus par les ports phéniciens et l’Égypte bloquent l’offensive de Salmanazar III à Qarqar, sur l’Oronte[3].
  - Achab d’Israël, allié à Josaphat, roi de Juda, marche alors contre Damas mais est tué par une flèche devant Ramoth de Galaad. Ce récit biblique se rapportait primitivement à Joram, fils d’Achab. Achab est probablement mort de mort naturelle à Samarie. Son fils Achazyahu ne règne que très peu de temps et meurt des suites d’une chute accidentelle dans son palais en 852[3].
- 853-852 av. J.-C. : règne de Achazyahu (Ochozias), roi d’Israël[3].
- 852-841 av. J.-C. : règne de Joram, roi d’Israël[3].

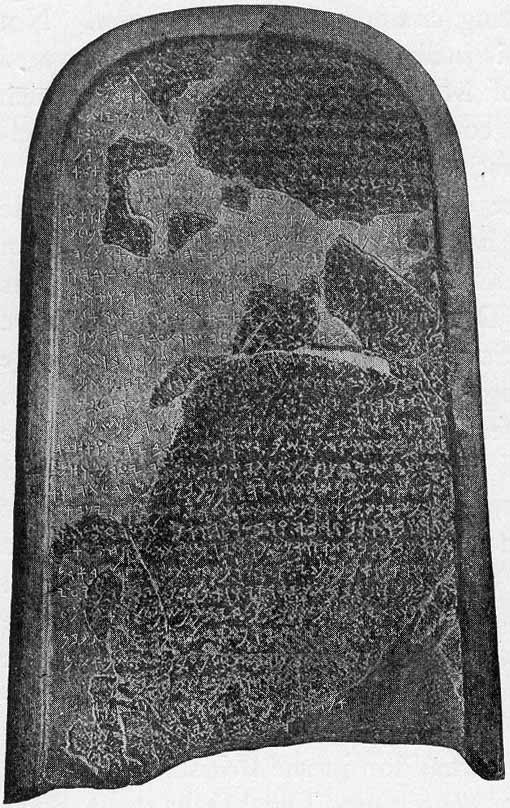
Photographie de la stèle de Mesha, 1891. Elle témoigne des conflits entre Israël et ses voisins moabites (Après 850 av. J.-C.).

- - Mésha, roi de Moab, profite de l’immobilisation d’Ochozias d’Israël pour se révolter pendant que les araméens marchent sur Ramoth en Galaad. À la mort d’Ochozias, son frère Joram lui succède. Avec l’alliance de Juda et d’Édom, il contourne la mer Morte et attaque Moab. Après quelques revers, Mésha reprend l’avantage à Qir-Hareshet, où il n’hésite pas à sacrifier son propre fils pour galvaniser les énergies. Victorieux, il obtient les villes de la tribu de Gad au nord de l’Arnon jusqu’à Madaba et au mont Nébô[3].

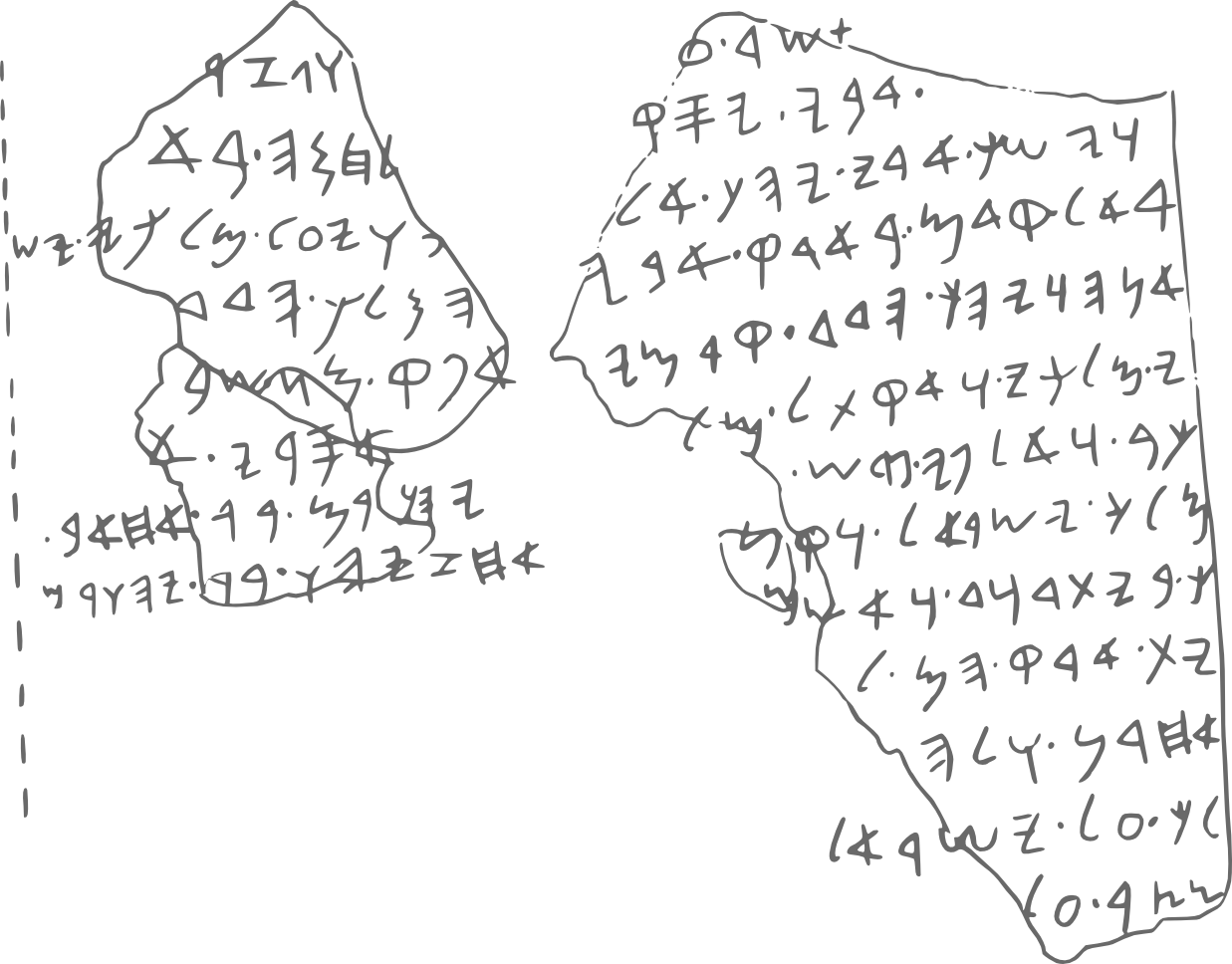
La stèle de Tel Dan, daté de la fin du siècle, est rédigée par un roi d’Aram, peut-être Hazaël, qui prétend avoir tué Joram d’Israël et Ochozias de Juda, en contradiction avec la Bible qui attribue le meurtre des deux rois à Jéhu. Elle mentionne pour la première fois la « Maison de David ».

- - Joram tente ensuite de faire face à la menace araméenne et essaye de reprendre Ramoth en Galaad avec le roi Ochozias de Juda sur les troupes araméennes de Hazaél de Damas. Joram d’Israël est blessé et transporté à Yizréel où Achazyahu le rejoint. Jéhu, général de Joram, profite de l’occasion pour achever le roi d’Israël, tuer le roi de Juda et faire exécuter Jézabel et tous les membres de la famille royale se trouvant à Yizréel et à Samarie (841 av. J.-C.)[3].
- 850 av. J.-C. : conflit entre Marduk-zakir-shumi de Babylone et son frère soutenu par les Araméens. Le roi fait appel à Salmanazar III qui défait les rebelles et entre en paix dans Babylone. Il chasse les Araméens jusqu’au bord du golfe. Marduk-zakir-shumi prête serment d'allégeance à l’Assyrien[1].

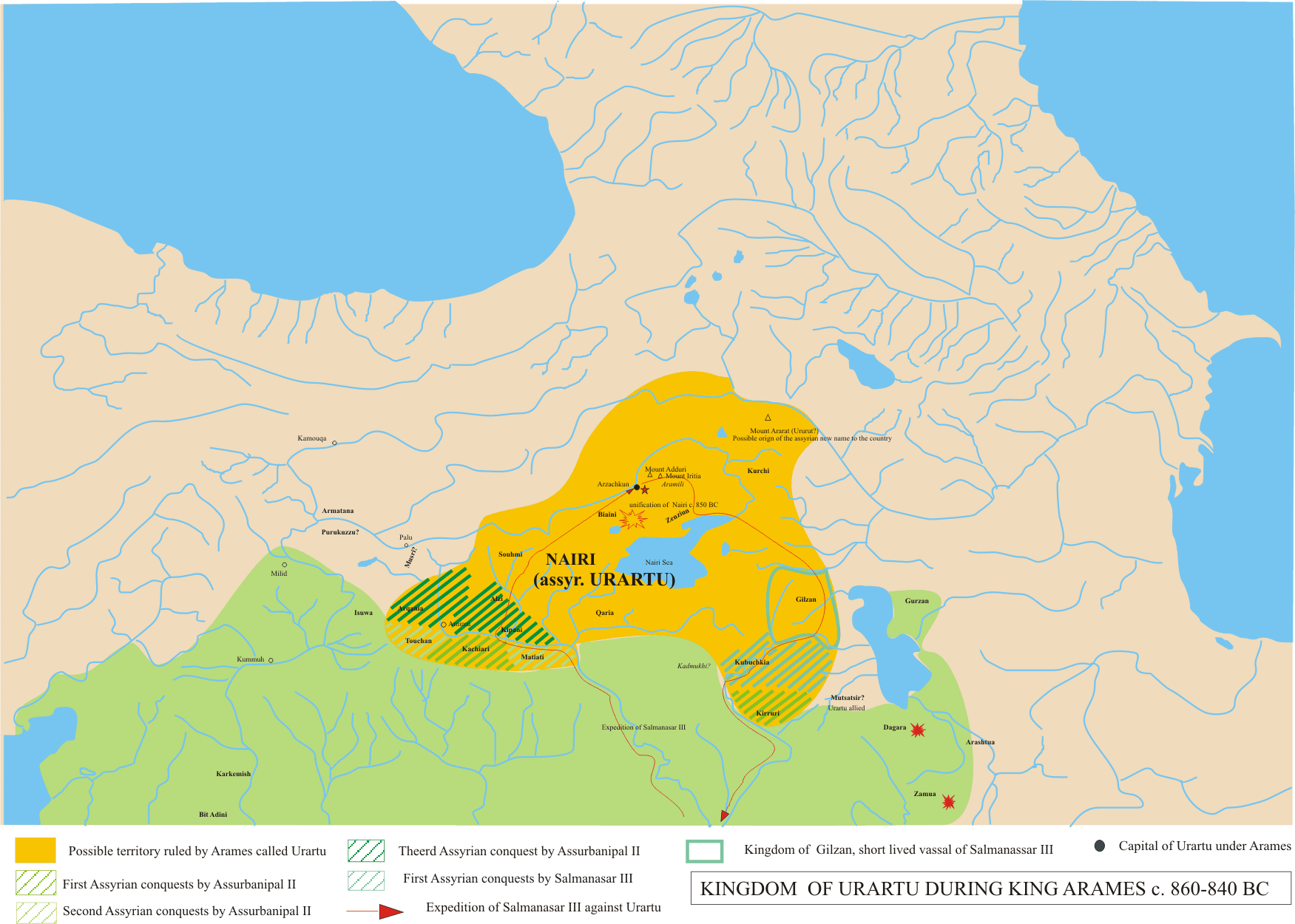
Urartu entre 860 et 840

- Vers 850 av. J.-C. : règne de Arame, roi d’Urartu, en Arménie[1]. Salmanazar III mène une campagne sans lendemain contre le royaume d’Urartu, qui monte en puissance.

### Art et culture

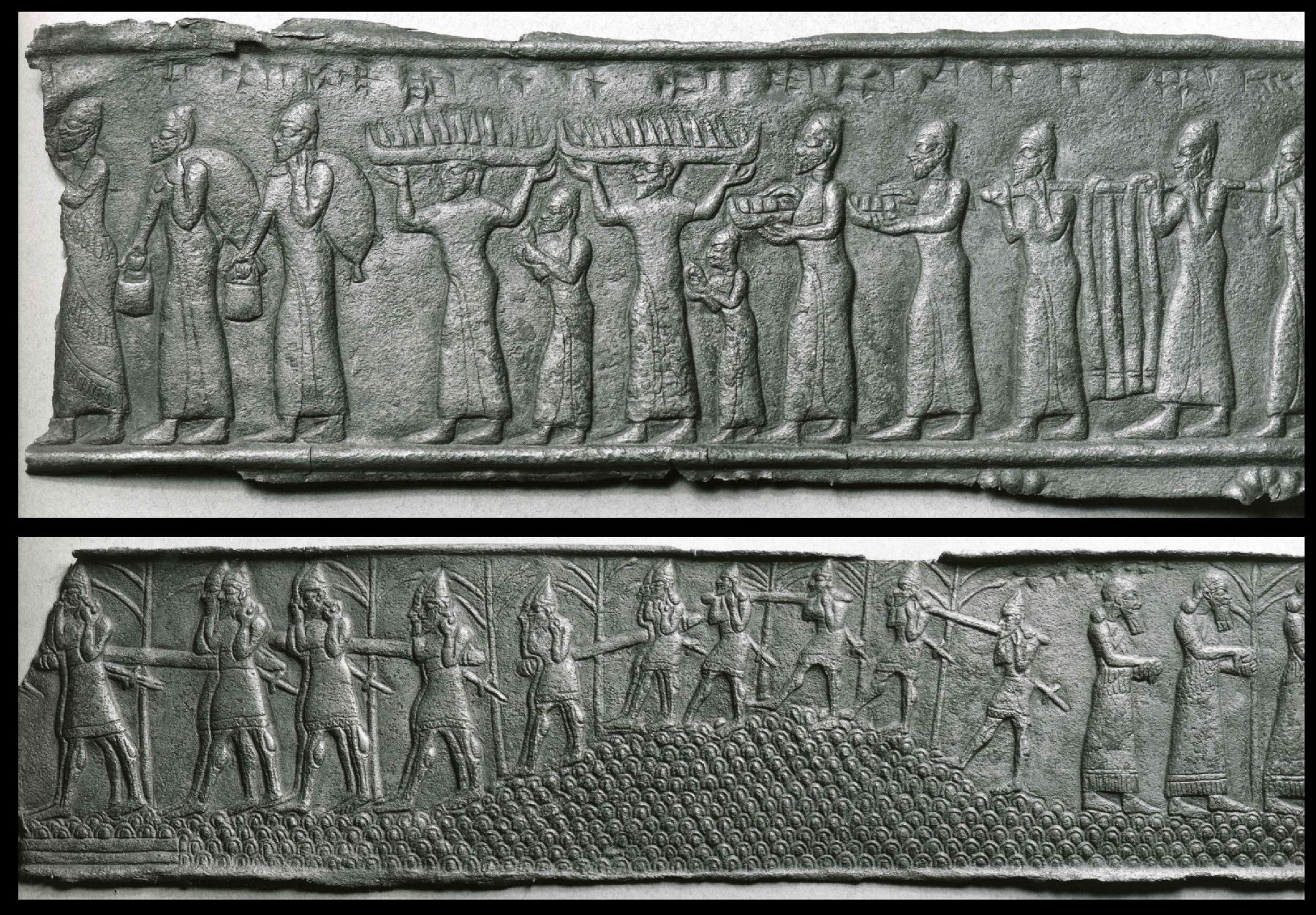
Fragments des portes de bronze Balawat conservé au Walters Art Museum. En haut, des Syriens en longues robes et chapeaux coniques portent un tribut en vin, ivoire et drap aux Assyriens. En bas, des soldats assyriens transportent des bûches dans un paysage vallonné et boisé.

- Salmanazar III construit le palais de Balawat, dont les portes de bronze sont célèbres[5]. Un bas relief de bronze y montre un sculpteur gravant l’image du roi Salmanazar III sur un rocher au cours de son expédition aux sources du Tigre : un prêtre est là qui guide le bras du sculpteur, afin de bien montrer que l’imagerie royale ne peut être que le fruit des règles canoniques.